# Gurmeet Ram Rahim Singh
Pour les articles homonymes, voir Singh et RAM.
Pour l'athlète indien spécialiste de la marche, voir Gurmeet Singh.
Gurmeet Ram Rahim Singh, né Gurmeet Singh le 15 août 1967 à Sri Gurusar Modia au Rajasthan, est un chef spirituel indien, « gourou » de l'organisation Dera Sacha Sauda (en) (DSS) depuis le 23 septembre 1990. Avant une condamnation pour viol en 2017, il était un chef religieux, acteur, chanteur, écrivain, auteur-compositeur et réalisateur. Il a également été reconnu coupable d'être impliqué dans le meurtre d'un journaliste.

## Condamnation pour viols
Le 25 août 2017, il est déclaré coupable de viols par un tribunal de Panchkula, dans l'État de Haryana (nord du pays), ce qui provoque des manifestations de dizaines de milliers de ses supporters, ainsi que des heurts avec la police et le déploiement de l'armée. Les rassemblements provoquent la mort de dizaines de personnes, des centaines de blessés et des milliers d'arrestations. Le 28 août, le tribunal prononce la sentence : 20 ans de prison. Il encourait la pendaison.
Gurmeet Singh doit encore comparaître devant la justice pour son implication dans le meurtre par ses disciples du frère d'une des deux femmes violées, et l'assassinat en octobre 2002, toujours par ses fidèles, d'un journaliste qui enquêtait sur les abus sexuels commis par les dirigeants de la secte.

## Films
Ses cinq films constituent une propagande à sa gloire ; ils sont considérés comme des nanars de par leur piètre qualité artistique et le ridicule du personnage principal joué par Gurmeet Ram Rahim Singh lui-même.